# Brainiac (arco de história)
Brainiac é um arco de história publicado entre junho e outubro de 2008 pela DC Comics, uma empresa ligada ao grupo Time Warner. Escrita por Geoff Johns e desenhada por Gary Frank, a história foi publicada entre as edições 866 e 870 da revista Action Comics, protagonizada por Superman. A trama retrata um confronto entre o herói e o vilão Brainiac, durante o qual se descobre não apenas que todas as pessoas que ele havia enfrentado nos anos anteriores utilizando esse nome eram impostores, mas também é encontrada a "verdadeira" cidade engarrafada de Kandor, oriunda de Krypton — dando continuidade a um tema anteriormente insinuado na história O Terceiro Kryptoniano, publicada no ano anterior.
A história faz parte de uma série que Johns produziria entre 2006 e 2009 ao lado de profissionais como Kurt Busiek, Richard Donner e James Robinson, na qual, ao mesmo tempo que davam continuidade à história de Superman, caracterizando-o como alguém que já atuava como super-herói há mais de uma década, incluíam referências inéditas aos primeiros anos de sua vida e também reincorporava-se ao cânone elementos da mitologia do personagem que haviam sido eliminados por outros escritores anteriormente. Brainiac se situa após a maior parte das histórias produzidas no período, sucedendo 3-2-1 Action, de Busiek, e Superman e a Legião de Super-Heróis, de Johns, publicadas entre 2007 e 2008, e foi lançada de forma simultânea com A Chegada de Atlas, de Robinson, história publicada na outra revista protagonizada por Superman. Tanto Brainiac quanto A Chegada de Atlas servem como prelúdios para a história "Novo Krypton", publicada a partir de 2008 e cujas tramas se estenderiam até meados de 2010 por todas as revistas relacionadas ao personagem.
A trama elaborada por Johns foi particularmente elogiado pela crítica especializada, que apontaria Brainiac como o ponto alto de seu trabalho como roteirista da revista. Conhecido pelas revitalizações que já havia promovido em outras publicações da editora, em especial a revista Green Lantern, Johns promoveu uma revisão em tudo o que havia sido realizado anteriormente com o vilão, estabelecendo não apenas um novo visual e um novo modus operanti, mas também uma nova origem, ligando-o mais intimamente à origem de Superman.

## Antecedentes e contexto
Superman surgiu na década de 1930, mas foi a partir da metade final da década de 1950 que muitos dos elementos mais fantásticos comumente associados ao personagem foram introduzidos em sua mitologia. Naquela época, o editor responsável pelas histórias era Mort Weisinger, e ele tinha como hábito conversar com as crianças que liam as revistas do personagem para perguntá-las o que gostariam de ver nas próximas edições — é desse relacionamento que teriam surgido personagens como a Supergirl e Krypto, o Super-Cão e locais como a cidade engarrafada de Kandor e a Fortaleza da Solidão. Embora populares dentre as crianças, muitos desses conceitos eram vistos como excessivamente infantis por alguns dos leitores mais velhos.
O surgimento de Superman, com a publicação de Action Comics #1, marca o início da "Era de Ouro" das histórias em quadrinhos americanas - período que compreende o material produzido entre o final da década de 1930 e o final da década seguinte, aproximadamente. O término é motivo de debate, mas considera-se geralmente como marco inicial do período seguinte, a "Era de Prata", a publicação da revista Showcase Comics #4, lançada pela DC em 1956. Naquela edição apresentou-se uma nova versão, modernizada, do personagem The Flash — o primeiro de muitos personagens a serem repaginados pela editora nos anos seguintes sob o comando do editor Julius Schwartz.
É comumente aceito que a Era de Prata foi sucedida pela Era de Bronze. O marco de transição entre um período e o outro, entretanto, não é claro, e existem diversas possibilidades tanto para o término de uma quanto para o início da outra. O pesquisador Arnold T. Blumberg acredita que a transição entre os dois períodos foi gradual, se estendendo desde o final da década de 1960 até 1973, quando foi publicada pela Marvel Comics a história The Night Gwen Stacy Died — o ápice de um ideal que vários profissionais vinham defendendo naquele período de transição: abordar temas mais maduros, ainda que estes estivessem sendo "filtrados" pela "lente simplista dos super-heróis". Uma das diversas possibilidades para o término é a aposentadoria de Mort Weisinger, editor responsável pelas revistas de Superman durante o período. Sua saída, sendo posteriormente substituído por Julius Schwartz, seria um ponto de transição para a "Era de Bronze".

### O surgimento de Brainiac e Kandor na "Era de Prata" (1956-1970)

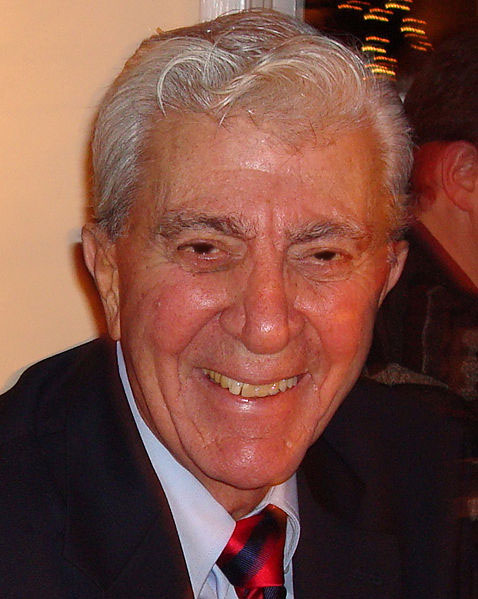
Al Plastino, em foto de 2007. Plastino foi o cocriador, com o escritor Otto Binder, do vilão Brainiac.

Em 1947 teria início a disputa de Jerry Siegel e Joe Shuster com a DC Comics pelos direitos sobre Superman, o que resultaria em um julgamento desfavorável aos criadores, bem como na perda de seus empregos nas revistas do personagem. Wayne Boring, assistente de Shuster, foi promovido à desenhista principal de Superman, trabalhando em diversas edições de Action Comics. Boring permaneceria trabalhando com o personagem até o final da década de 1950 e, ao lado de Curt Swan e Al Plastino, que ficaram responsáveis pelas histórias menores, trouxe mudanças na caracterização das histórias: os artistas começariam a desenhar Superman com o porte físico comparável ao de um halterofilista; os cenários passariam a destacar os arranhas-céus de Metropólise; e robôs autômatos se tornariam comumente os oponentes enfrentados pelo personagem nas suas histórias.
O afastamento dos criadores representaria uma significativa queda na qualidade das histórias durante a primeira metade da década seguinte. O surgimento do Comics Code Authority, em 1954, impondo uma série de regras que visavam impedir que as histórias influenciassem negativamente as crianças americanas, também seria visto como um dos fatos que contribuiriam para que a década de 1950 fosse considerada uma "década perdida" para o personagem.
A necessidade de se criar histórias "mais leves" para a revista seria imperiosa na caracterização do personagem: os conceitos de "bom-mocismo" começariam a ser fortemente representados e os atos do personagem fariam com que ele fosse visto de forma pouco elogiosa como um "super-escoteiro". Dentro desse contexto, tem-se a "Era de Prata", período em que o conceito de "super-vilões" começara a se tornar bastante popular. Em 1958, em Action Comics #242 havia sido publicada a primeira história com o vilão Brainiac, que viria a se tornar nos anos seguintes um dos mais importantes vilões da revista e do personagem. Conforme apontaria Johns anos mais tarde: "[Lex] Luthor representa o que há de pior na humanidade, e Brainiac, o que há de pior nos extraterrestres". Brainiac fora inspirado no personagem "Romado", que havia aparecido primeiramente nas histórias da tira de jornal de Superman. Ambos os personagens compartilhavam do mesmo hábito de encolher cidades de diferentes planeta, "arquivando" civilizações.

### Evolução na "Era de Bronze" (1970-1986) e revisionismo "pós-Crise" (após 1986)
Dentre as histórias publicadas durante o período inicial de Schwartz à frente das revistas destaca-se a série de confrontos entre Superman e Amazo, escritos por Cary Bates, desenhados por Curt Swan e publicados entre Action Comics 480 e 483, e as histórias "Luthor Unleashed" e "Rebirth!", ambas publicadas em Action Comics #544, edição comemorativa que celebrou o 45° aniversário da publicação, e responsáveis por reformular os vilões Lex Luthor e Brainiac, respectivamente. Luthor desenvolve uma armadura que lhe equipara a Superman e Brainiac converte toda a sua massa corporal em energia, transformando-se num ser robótico.
As histórias de Bates são vistas como a representação do personagem na "Era de Bronze": um herói experiente, mas que não age como "escoteiro". Bates era o roteirista da revista Superman, e foi o responsável por Luthor Unleashed, e Marv Wolfman, que escrevia Action Comics à época, escreveu Rebirth. A comemorativa reformulação dos vilões é considerada uma das melhores histórias da revista e Rebirth inclusive foi incluída em 2013 no livro Superman: A Celebration Of 75 Years, uma edição especial reunindo as mais importantes histórias publicadas desde a criação do personagem. O trabalho de Schwartz se encerraria em 1986, com a publicação de Whatever Happened to the Man of Tomorrow? coincidindo com a conclusão do evento "Crise nas Infinitas Terras", o que encerrou a continuidade ficcional até então estabelecida.
Entre junho e agosto de 1986 a publicação de todas as revistas de Superman foi interrompida, em favor da minissérie The Man of Steel, escrita e desenhada por John Byrne, que fora contratado pela editora para reformular o personagem, criando inclusive uma uma nova origem após o evento. Seria a partir de The Man of Steel que seriam contadas as novas histórias do personagem, estabelecendo um novo cânone, que desconsideraria todas as histórias anteriores. Uma nova versão de Brainiac seria estabelecida, e o vilão se destacaria nos anos seguintes em histórias como Panic in the Sky! e Dead Again

## Histórico de produção

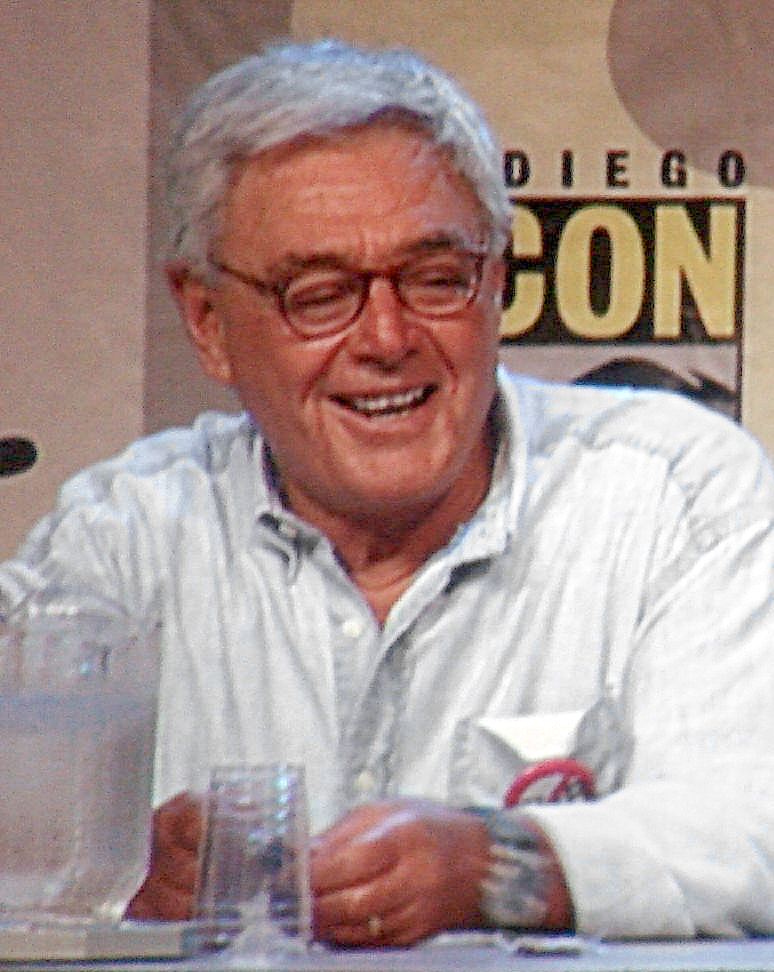
O cineasta Richard Donner.

Em 2006 Geoff Johns, o responsável por Crise Infinita, foi anunciado como o escritor que assumiria o cargo de roteirista da revista Action Comics. Ao seu lado, inicialmente, estaria Kurt Busiek, que havia assinado um contrato de exclusividade com a editora no final de 2005, e fazer parte da nova equipe criativa responsável pelas histórias de Superman foi uma das razões que o fez aceitar a proposta. Up, Up and Away!, história publicada simultaneamente nas duas revistas protagonizadas por Superman, foi a primeira de uma série que a dupla produziria nos anos seguintes para, ao mesmo tempo que davam continuidade à história de Superman, incluir referências inéditas aos primeiros anos de sua vida.
Inicialmente Up, Up and Away! terminaria em junho de 2006 e seria sucedida por duas histórias diferentes: em Superman seria publicada uma história escrita por Busiek e desenhada por Carlos Pacheco e Jesus Merino, e em Action Comics seria publicada outra história, esta escrita por Johns em parceria com o cineasta Richard Donner e desenhada por Adam Kubert. Em julho daquele ano, entretanto, apenas a história de Busiek, A Queda de Camelot, seria publicada conforme o cronograma original. A partir de Action Comics #841 foi publicada a história Back in Action, elaborada por Busiek como uma continuação imediata à Up, Up and Away!.
A partir de O Último Filho, Johns e o cineasta Richard Donner, coautor, introduziriam novamente na mitologia do personagens diversos elementos da continuidade "pré-crise", em particular do período correspondente à "Era de Prata", que haviam sido abandonados após 1986. Um dos principais exemplos desse "retorno à Era de Prata" é a edição especial Action Comics Annual #10, que adotou um modelo bastante similar ao utilizado pela editora durante a década de 1960.

### As primeiras história de Johns (2006-2007)
| |  |  |
| Action Comics Annual #10 (2006) foi determinante para demonstrar o retorno aos temas da "Era de Prata" nas histórias de Johns, e na comemorativa Action Comics #850 (2007) seriam apresentados vislumbres das histórias que viriam a ser publicadas nos anos seguintes. |  |  |

A primeira menção a Brainiac após Crise Infinita ocorreu em Action Comics Annual #10, publicação que seguiu o modelo dos antigos especiais da DC Comics. Na revista, Johns publicaria uma história principal e uma série de histórias curtas, todas relacionadas aos personagens envolvidos na saga O Último Filho, então publicada em Action Comics. Outro personagem que é reintroduzido na mitologia moderna de Superman durante a trama é o alienígena Mon-El. Em Action Comics Annual #10, Mon-El protagoniza a principal história e tem uma nova versão da sua origem publicada, apresentando-o na continuidade estabelecida após Crise Infinita como um amigo de infância de Clark Kent. A história, "Quem É o Irmão Mais Velho de Clark Kent?", tem arte de Eric Wright e Lee Loughridge.
Foram publicadas ainda outras quatro histórias escritas por Donner e Johns: "As Muitas Mortes do Superman", desenhada por Art Adams, restabelecendo as motivações do ódio de Lex Luthor por Superman; "Mistério Sob o Céu Azul", desenhada por Joe Kubert, apresentando a existência do "Mundo Bizarro"; "As Formas Mais Mortais da Kryptonita", desenhada por Gary Frank, apresentando as diferentes formas de kryptonita e reformulando o personagem Metallo; e "Os Criminosos de Krypton", desenhada por Rags Morales, apresentando a origem dos vilões da trama: Zod, Ursa e Non foram condenados ao exílio na Zona Fantasma por terem provocado uma insurreição contra o Conselho Científico de Krypton, que não dava ouvidos aos avisos de Jor-El sobre a destruição do planeta. Além das histórias, dois quadros especiais foram incluídos na publicação: um apresentando uma lista dos dez maiores inimigos de Superman, e outro detalhando a nova Fortaleza da Solidão.
Na lista dos maiores inimigos, desenhada por Tony Daniel, Brainiac fora incluído e, numa entrevista à época, Johns afirmaria que o vilão teria muita importância para as histórias que seriam publicadas no ano seguinte: "Brainiac é um alienígena no sentido que o Super-Homem é grato por não ser. Brainiac é frio, sem emoções, interessado apenas em conhecimento e experimentações. Estamos trabalhando em reintroduzir e reformular Brainiac, além de revelar muita coisa inédita. Quando ele aparecer será algo devastador. O grande evento do segundo semestre de 2007".
Brainiac apareceria em destaque pouco depois, num dos quadros de uma história elaborada por Kurt Busiek, e que eventualmente também seria publicada em Action Comics.

### Atrasos emO Último Filhoe publicação deAction Comics#850 (2006-2007)

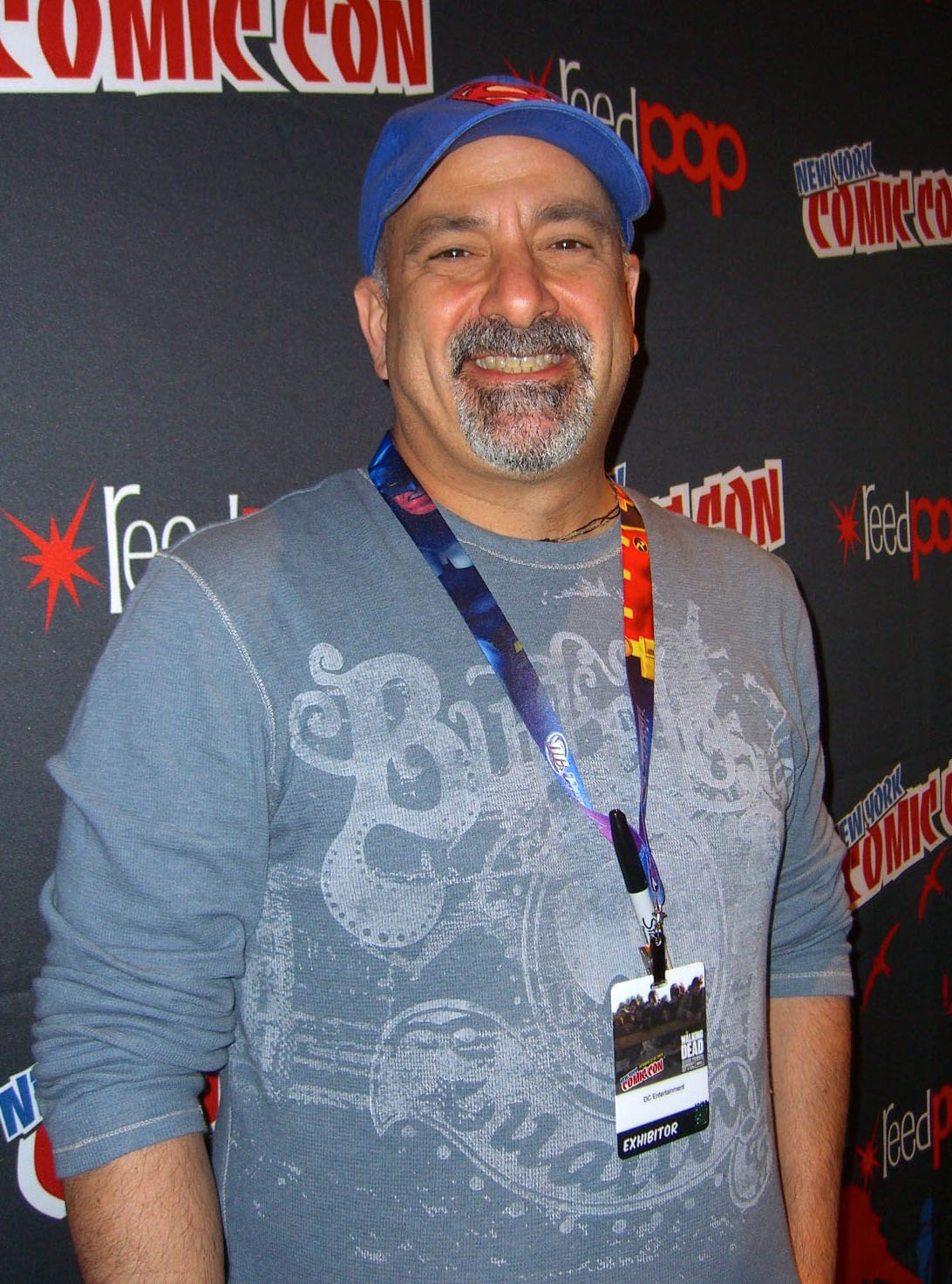
Dan DiDio, o editor-chefe da DC Comics, pediu desculpas pelos atrasos em Action Comics entre 2006 e 2008.

Em agosto de 2006, antes do início da publicação da trama, Kubert declararia estar terminando de desenhar "uma capa com [o vilão] Bizarro nela" e Johns revelaria numa convenção o seu desejo de fazer com que a quarta edição da trama fosse em 3-D. A primeira edição da trama, Action Comics #844, se esgotou rapidamente, e as duas edições seguintes estavam previstas para novembro e dezembro de 2006, respectivamente.
No início de dezembro a editora anunciaria que Action Comics #847, a ser publicada no mês seguinte, não mais traria a quarta parte da trama, mas uma história diferente, com a continuação da trama sendo remanejada para a edição #848, então anunciada para março. A nova história, intitulada "Intermezzo", fora escrita por Dwayne McDuffie e desenhada por Renato Guedes, mostrando a reação dos pais de Superman aos acontecimentos de Last Son. Produzida diante da necessidade de conter os atrasos da revista, a edição foi bem-recebida pela crítica, por mais que se apontasse que era preferível a continuação do trabalho de Johns e Donner.
Em fevereiro de 2007, novas mudanças são anunciadas: a quarta parte da trama, inicialmente prevista para janeiro e posteriormente reagendada para março, é novamente adiada. Action Comics #848 não mais traria a continuação, mas sim a primeira parte de uma trama que continuaria na edição #849 e Action Comics #850 traria uma história comemorativa escrita por Johns, Busiek e Fabian Nicieza, tratando do relacionamento entre Superman e a Supergirl, além de prévias das histórias planejadas para o ano de 2007 nas revistas do personagem.  Em uma postagem no fórum de discussão do site "Newsarama", o próprio Johns esclareceria que os atrasos não se davam em razão de Donner, negando que a agenda do cineasta em Hollywood estaria atrasando os roteiros. Pedindo desculpas pelos atrasos, ele declararia que Kubert está demorando muito mais do que o esperado para concluir seu trabalho Em outra postagem no mesmo site, Johns esclareceria que apenas a conversão da arte da quarta parte da história para o formato 3-D teria levado seis semanas.
Em fevereiro de 2007, novas mudanças são anunciadas: a quarta parte da trama, inicialmente prevista para janeiro e posteriormente reagendada para março, é novamente adiada. Action Comics #848 não mais traria a continuação, mas sim a primeira parte de uma trama que continuaria na edição #849 e Action Comics #850 traria uma história comemorativa escrita por Johns, Busiek e Fabian Nicieza, tratando do relacionamento entre Superman e a Supergirl, além de prévias das histórias planejadas para o ano de 2007 nas revistas do personagem.

### Mais atrasos e a entrada de Gary Frank emAction Comics(2007-2008)

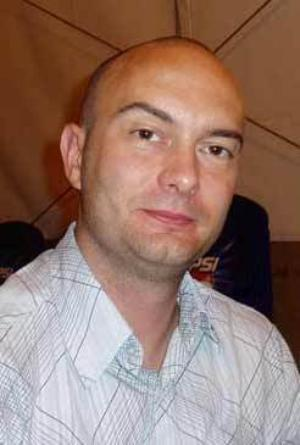
O desenhista Gary Frank, em foto de 2008.

Quase dois anos foram necessários para que as cinco edições que completavam a história de O Último Filho fossem publicadas. O desenhista Adam Kubert somente concluiria a arte da última história em março de 2008. O editor-chefe da DC Comics apontaria os atrasos no cronograma de publicação como uma quebra do compromisso com os leitores, e que não pretendia permitir que situações semelhantes acontecessem novamente.
Em junho de 2007 a edição 3-D, Action Comics #851, seria publicada, após vários adiamentos. A edição foi convertida para o formato 3-D pelo ilustrador Ray Zone, em um de seus últimos trabalhos com quadrinhos antes de falecer e inicialmente o cronograma de publicação anunciado previa a conclusão da história em agosto daquele ano: as edições 851, 852 e 853 teriam os três capítulos restantes da trama. À época, foi anunciado a publicação de um Action Comics Annual em 2008 e também que Kubert não seria o desenhista de "Escape from the Bizarro World", a história seguinte a ser produzida por Johns e Donner, mas sim o artista Eric Powell. A publicação dessa segunda trama começaria em Action Comics #854 e em uma postagem no site "Newsarama" Johns afirmaria que ele e Donner já planejavam após dessa segunda trama a produção de outras três histórias: The Prison that Held Doomsday, The Auspicious Autobiography of the Toyman e The Madness of Mr. Mxyzptlk.
Pouco antes da publicação de Fuga do Mundo Bizarro, Johns declarou novamente que pretendia continuar a parceira com Donner nos roteiros da revista, e que a dupla ainda pretendia contar uma história com o personagem Mister Mxyzptlk após Superman and the Legion of Super-Heroes — planos que não se concretizariam, pois a agenda de Donner só o permitiu colaborar até a conclusão de Fuga do Mundo Bizarro e O Último Filho, e Johns escreveria as duas histórias seguintes, Superman e a Legião de Super-Heróis e Brainiac, sozinho.
O anúncio de que o britânico Gary Frank assumiria os desenhos de Action Comics foi acompanhado também de mudanças no cronograma de publicação da história de Powell: uma história "tapa-buraco" produzida por Kurt Busiek e Brad Walker para as edições 852 e 853 de Action Comics se estenderia até a edição 854 e seria protagonizada por Jimmy Olsen. Em Action Comics #855 começou a publicação de "Escape from the Bizarro World" e em Action Comics #858 começou a publicação de Superman and the Legion of Super-Heroes, escrita por Johns e desenhada por Gary Frank.
Pouco antes do início da publicação de O Terceiro Kryptoniano em Superman, Busiek revelaria em entrevista a trama que a sucederia: A Rainha Inseto, que seria publicada nas edições 671, 672 e 673 da revista. A trama seria a última trama produzida por Busiek antes de uma segunda história nos moldes de Up, Up and Away!, que seria publicada simultanea e alternadamente em Superman e Action Comics. A ideia era de que com a conclusão dos dois arcos então publicadas nas revistas, A Rainha Inseto e Superman e a Legião dos Super-Heróis, fosse publicada essa nova história.

### Integração comA Chegada de Atlas(2008)
Após a conclusão de A Rainha Inseto, Renato Guedes foi anunciado como o novo desenhista da revista a partir da edição 674 e Busiek anunciou que deixaria a revista após a edição seguinte para se focar num projeto ao lado de Mark Bagley - a série Trindade. Juntos, Busiek e Guedes produziriam uma única trama em duas partes intitulada "Sombras Prolongadas", que também tinha Chris Kent como personagem, e mostra eventos cronologicamente anteriores à conclusão de O Último Filho.
Quando o escritor James Robinson foi anunciado como o substituto de Busiek em Superman, no início de 2008, tanto Johns quanto ele declararam ter planejado estabelecer uma maior ligação entre as duas revistas, e que cada um deles escreveria um arco diferente - Robinson se juntaria a Gudedes em Superman para A Chegada de Atlas enquanto Johns e Frank se dedicariam a Brainiac - e estes resultariam numa história que seria publicada no final daquele ano tanto em Action quanto em Superman e Supergirl.

## Publicação, temas eSightings
Embora tivesse sido anunciada como uma história em quatro partes, Brainiac seria publicada em cinco edições de Action Comics: 866, 867, 868, 869 e 870; e seu final levaria diretamente ao início de "Novo Krypton". O pai adotivo de Superman, Jonathan Kent, tem um papel central na história, continuando uma temática estabelecida por Johns em O Último Filho e Fuga do Mundo Bizarro de abordar as relações entre pais e filhos e a própria "humanidade" do herói alienígena nas suas histórias.

### Junho de 2008:Action Comics#866

Action Comics #866, a primeira edição de Brainiac, teve o sobretítulo Sightings incluído em sua capa

No início de 2008, durante uma convenção sobre histórias em quadrinhos realizada em Nova Iorque, Dan DiDio, o editor-chefe da DC Comics, anunciaria que, antecedendo a publicação da minissérie Crise Final, a ser escrita por Grant Morrison naquele mesmo ano, a editora começaria a incluir um "banner" em algumas de suas revistas. Denominado "Sightings", o sobretítulo destacaria as publicações onde estariam os mais importantes eventos daquele período.
Numa entrevista realizada posteriormente, DiDidio explicaria o conceito: "O que nós fizemos foi criar o que nós chamamos de 'minieventos' que ocorrem em diferentes locais por todo o Universo DC, como se muita coisa estivesse acontecendo ao mesmo tempo. A Crise Final é o evento mais importante (...) mas isso não quer dizer que as revistas publicadas mensalmente também não terão histórias importantes sendo contadas. E, como [a história contada em] Crise Final não interfere nas histórias das revistas, cada uma delas estará lidando com suas próprias histórias grandiosas". DiDio havia determinado que o sobretítulo não seria incluído em mais do que duas revistas diferentes por mês, para destacar apenas os momentos-chave de cada história - eventos que que não apenas eram notórios, mas que também teriam consequências a serem apresentadas nas edições seguintes de cada revista.
A criação do sobretítulo foi vista como um reflexo de um comportamento típico dos leitores à época: exigir histórias que não apenas tivessem qualidade, mas também importância para o restante do universo ficcional. Em texto publicado no site "Comic Book Resources", o jornalista Greg Hatcher compararia o elogiado relançamento da revista The Brave and the Bold, escrita por Mark Waid e desenhada por George Perez, que por melhor produzida que fosse, não era tão bem-sucedida com o público como séries de qualidade duvidosa como The Ultimates 3 e Countdown. A explicação que ele teria encontrado em seu estudo era de que o mercado exigia que uma revista fosse "importante", que tivesse tramas boas, mas que também tivessem repercussões além da própria publicação. Era justamente esse anseio que DiDio buscava atender com Sightings: cada revista produziria histórias com a melhor qualidade possível com o objetivo de construir um universo coeso, e os momentos-chave seria facilmente identificáveis pelos leitores que queriam ler não apenas as melhores histórias, mas também acompanhar as "histórias importantes".

### Setembro de 2008:Action Comics#869
Como habitual, a DC Comics anunciou com antecedência os produtos que pretendia lançar em setembro de 2008, para que os lojistas pudessem realizar seus pedidos junto à Diamond, distribuidora responsável. Ainda em junho daquele ano, toda a lista de produtos foi disponibilizada, e o conteúdo Action Comics #869 foi assim anunciado: "Brainiac, parte 4 de 5! O maior adversário de Krypton está observando Superman e seu planeta em sua jornada infindável por conhecimento, mas os horrores encontrados no interior da nave de Brainiac não são nada comparados ao alienígena por trás de tudo. O mundo de Superman está prestes a mudar, conforme a história que antecede o grande evento de 2008 caminha para sua conclusão!".
À época, a arte de Gary Frank prevista para figurar na capa da revista retratava Superman, em sua identidade secreta de "Clark Kent", junto com seu pai adotivo, Jonathan Kent, segurando uma garrafa de cerveja.
Inicialmente, a arte não recebeu muitos comentários e não gerou nenhuma reclamação junto à editora. No início de setembro, mês esperado para sua publicação, uma outra revista da DC Comics estava recebendo considerável atenção da imprensa: All Star Batman and Robin the Boy Wonder #10 apresentara uma série de termos chulos como "fuck", "fucking" e "cunt" sem a censura típica das edições anteriores.
A editora admitiu o erro e solicitou aos lojistas que destruíssem os exemplares que recebessem, e determinou a produção de uma nova tiragem da edição, com o texto corrigido, que seria encaminhada gratuitamente pela distribuidora.
Em meio à significativa controvérsia gerada pela nova tiragem de All Star Batman obscureceu o fato de que outras duas publicações tiveram seu lançamento modificado: Action Comics #869 e DCU: Decisions #1 também tiveram suas tiragens originais substituídas por uma nova versão. À época, não foi indicada nenhuma justificativa para a republicação, mas quando a nova versão de Action Comics foi disponibilizada para os lojistas, percebeu-se claramente a alteração: a embalagem da garrafa retratada na capa fora editada.
O jornalista Rich Johnston classificaria a atitude como um preciosismo, e se a editora pretendia evitar novos problemas, acabou cometendo uma "besteira" que acabou atraindo atenção negativa para uma revista que, ao contrário de All Star Batman, não vinha sendo criticada. Por causa da maior rapidez da editora em substituir o material, poucas unidades da versão original de Action Comics #869 "sobreviveram" à destruição, aumentando o valor individual de um exemplar para colecionadores.
De acordo com o site "RecalledComics.com", especializado em revistas em quadrinhos raras, estima-se que algo entre 100 e 1 000 exemplares da revista estão disponíveis no mercado para colecionadores, e cada um deles é avaliado, dependendo da conservação, em pelo menos US$ 135 dólares

### Outubro de 2008:Action Comics#870 eNew Krypton Special
Ao anunciar, em meados de julho de 2008, os produtos que pretendia lançar em outubro daquele ano, a DC Comics incluiu não apenas uma nova edição de Action Comics, mas também uma edição extraordinária da revista Superman, denominada Superman: New Krypton Special #1. O anúncio prometia para Action Comics #870 a conclusão da história, mas também que havia "uma vida que nem o Homem de Aço é capaz de salvar", indicando inclusive em sua capa que algum personagem seria morto e enterrado
Na manhã de 8 de outubro, dia previsto para o lançamento da edição, uma reportagem do jornal americano The New York Daily News divulgaria publicamente detalhes do enredo da edição, revelando que o pai de Superman, Jonathan Kent, morreria no final da história, atraindo considerável atenção do público para a revista, que ainda não havia sido disponibilizada para venda.
Na reportagem, o próprio Johns era citado, dando declarações sobre as dificuldades emocionais que teria tido ao escrever um momento de tamanho sofrimento para o personagem: "A cena [da morte de Jonathan] foi provavelmente a mais difícil que já escrevi em toda a minha carreira. Por isso não inclui nenhum diálogo. Não há mais nada a se mostrar". A reportagem foi criticada pelo site "Newsarama", que comentaria que embora a prática de revelar detalhes de histórias a serem publicadas estivesse se tornando algo comum no mercado americano, e tivesse um impacto positivo nas vendas das revistas por causar um maior interesse num público que comumente não consumiria quadrinhos, acabava prejudicando os leitores que vinham acompanhando fielmente uma publicação como Action Comics por meses, e acabavam tendo a experiência de descobrir o final arruinada.

As duas versões de capa para New Krypton Special também tiveram o sobretítulo Sightings incluído, como ocorrera em Action Comics #866

A segunda revista relacionada com a trama a ser publicada em outubro de 2008 seria New Krypton Special, que ao mesmo tempo que dava início à uma nova trama, "Novo Krypton", servia também como um epílogo para Brainiac. A editora apontaria ao anunciar a revista que "embora a ameaça de Brainiac tenha sido detida, as repercussões dos eventos de 'Action Comics' #870 serão sentidas por muito, muito tempo. A maior vitória de Superman o levou ao dia mais feliz de sua vida - mas também ao mais triste" indicando que a história abordaria tanto a derrota pessoal de Superman quanto aos 100 000 kryptonianos que surgiriam com a vitória sobre Brainiac.
A história de "Novo Krypton" se estenderia por mais duas revistas publicadas em outubro, Superman #681 e Superman's Pal, Jimmy Olsen #1. Ambos seriam escritas por James Robinson, mas a primeira contaria com Renato Guedes como desenhista e a segunda teria Jesus Merino como artista responsável.
Cada uma lidaria com eventos relacionados à história - enquanto a trama de Superman continuaria a trama iniciada em New Krypton Special, Robinson dedicaria Jimmy Olsen à investigação iniciada por Olsen durante o arco A Chegada de Atlas, se passando cronologicamente antes das demais histórias do mês e ligando a trama anterior de Robinson aos eventos da nova história.

1. Superman's Pal, Jimmy Olsen #1 - Continuação dos eventos de A Chegada de Atlas, e anterior à Superman: New Krypton Special #1;
2. Action Comics #870 - Conclusão dos eventos de Brainiac, e também anterior à Superman: New Krypton Special #1;
3. Superman: New Krypton Special #1 - "Novo Krypton", parte 1 de 9;
4. Superman #671 - "Novo Krypton", parte 2 de 9.

## Enredo e continuidade

### Superman: Familye eventos anteriores
Um ano após os eventos de Crise Infinita, Superman se recuperou da perda temporária de seus poderes e pouco depois de encontrar uma criança kryptoniana, enfrentou Bizarro após o mesmo ter sido torturado por muito tempo pelo vilão Lex Luthor, que pretendia controlar a criatura. Superman tentou adotar o garoto, batizando-o como "Chris Kent", e buscou ajuda de seus pais e de Batman para isso. Chris era na verdade "Lor-Zod", e vinha de um aprisionamento numa dimensão chamada "Zona Fantasma". Seguindo-lhe, veio ao planeta Terra uma invasão comandada por seu, o general kryptoniano Zod. Para deter o ataque de Zod, Superman se aliou a Luthor e aos vilões Metallo e Parasita, além de Bizarro, controlado por Luthor. A batalha foi parcialmente bem-sucedida: Zod foi derrotado, mas Chris acabou aprisionado na Zona Fantasma. Após o confronto, Lex Luthor e os vilões foram presos, mas o monstro Bizarro desapareceu.
Nos meses seguintes, Supergirl seria alertada no futuro de importantes eventos que aconteceriam no seu passado, o presente de Superman, e ele reencontraria Bizarro, a Legião de Super-Heróis e descobriria que poderia haver uma cidade repleta de kryptonianos perdida em algum lugar do universo. Em Action Comics #850 seria publicada uma história especialmente significativa, que esclareceu e revisou parte da continuidade de Superman, abordando algumas das incongruências surgidas pelas diferentes histórias apresentadas desde 1986 e estabelecendo espaço para as mudanças que Johns faria com Brainiac. À época, Supergirl estava vivendo no Século 31, atuando junto a Legião de Super-Heróis, mas buscando uma forma de retornar ao Século 21. Nenhuma forma de viagem no tempo havia sido completamente desenvolvida, o que impedia seu retorno.
A tecnologia existente podia ser incapaz de transportá-la fisicamente de volta, mas um teste lhe permitiu ao menos "ver" o "passado", e presenciar alguns eventos da história do Superman, especificamente da sua origem, que havia sido alterado anos antes na minissérie Superman: Birthright. A história se dedicava, tematicamente, à explorar os relacionamentos de Superman com diferentes pessoais, e a solidão que o personagem sentia. Num dos quadros, diferentes versões do personagem Brainiac apareciam, com o propósito de reintroduzir o vilão e apresentar aos leitores uma prévia da história que viria a ser apresentada em Action Comics posteriormente.

### Action Comics#865, Cat Grant e o Planeta Diário
A trama de Brainiac começa em Action Comics #866. Numa sequência de flashback, é retratado como Brainiac "sequestrou" a cidade de Kandor anos antes. No presente, uma reunião ocorre no Planeta Diário. Perry White reúne sua equipe principal, formada por Lois Lane, Clark Kent, Jimmy Olsen e Ron Troupe, bem como os novos membros do staff, Cat Grant e Steve Lombard. Quando Clark escuta, graças à sua superaudição um ruído cuja origem desconhece, decide partir para investigá-lo como Superman.
Os eventos de Action Comics #865 se passam cronologicamente duas semanas antes, e mostram as circunstâncias que levaram Grant a retornar para Metrópolis, servindo como prelúdio para a trama seguinte, inclusive tematicamente - na história, o vilão Winslow Schott, o "Homem dos Brinquedos" consegue escapar do seu aprisionamento no Asilo Arkham e se dirige até Metrópolis, onde sequestra Jimmy Olsen com o objetivo de relatar ao fotojornalista sua "verdadeira" história.

Em Action Comics #867
Superman: Brainiac é um alienígena do planeta Colu, Kara. Sua mente telepática e telecinética é mil vezes mais poderosa que a nossa. Ele nunca aparece da mesma forma duas vezes. Da primeira vez que o encontrei, seu intelecto possuiu um suposto médium chamado Milton Fine. Por meio a ciência, ele criou outros corpos pra controlar. Alguns eram orgânicos, outros eram robótico. E a estrutura molecular deste metal bate com outro Brainiac que destruí
Supergirl: Bom, é. Mas isso não é ele, Kal. Isso é igual a todas as outras. É uma das suas sondas.
Superman: Uma de suas sondas?
Supergirl: Igual aos nanitas que infectaram o cérebro daquele homem, e todos os androides clones que você enfrentou. Você só conhece a programação dele. Nunca encontrou Brainiac de verdade.

Durante a entrevista forçada, Schott relata para Olsen os principais eventos de sua vida, inclusive como aparente criminosos. Schott admite alguns crimes, inclusive assassinatos, mas nega ter sido o responsável pela morte de Adam Grant, o filho de Cat. Schott afirma ser incapaz de fazer mal a uma criança e, quando confrontado, prova sua "inocência" ao mostrar para Jimmy uma série de robôs que havia criado, inclusive a versão defeituosa que havia assassinado o garoto. Após ser resgatado por Batman, que enfrenta os robôs de Schott, Olsen retorna para Metrópolis com Superman e o Planeta Diário publica uma reportagem detalhando toda a história. Ao descobrir a verdade, Grant entra em contato com Perry White e concorda em aceitar sua oferta para retornar ao antigo emprego.

### Action Comics#866-868: Superman, Supergirl e o "verdadeiro Brainiac"
A origem do ruído percebido por Superman era um drone, enviado por Brainiac. Superman consegue derrotá-la rapidamente, mas ao levar os restos da criatura mecânica para a Fortaleza da Solidão, descobre, com a ajuda da Supergirl, que nunca havia enfrentado o verdadeiro Brainiac antes. Supergirl revela que estava em Krypton quando o vilão atacou o planeta, e que possui muito medo do vilão.
Superman decide investigar a origem do drone e parte rumo ao espaço, acaba encontrando sondas de Brainiac num planeta, e testemunha o trabalho horrível desempenhado pelo vilão e suas máquinas: os drones matam dezenas de pessoas, e as máquinas reduzem uma das cidades de forma similar ao que ocorrera com Kandor, e após a cidade ter sido capturada, a nave de Brainiac dispara um míssil no núcleo do sol ao redor do qual orbita o planeta, fazendo-o explodir, e a explosão desintegra o planeta e todos os que não estavam dentro da cidade engarrafada.
O choque causada pelo explosão deixa Superman desacordado, e as máquinas de Brainiac o capturam e levam-no até à nave do vilão. Ao acordar, Supermar começa a explorar a nave, e encontrar uma sala com dezenas de cidades engarrafadas, incluindo Kandor. E quando Superman encontra Kandor, o verdadeiro Brainiac se revela e os dois começam a se enfrentar. Brainiac revela a natureza de seus planos, de adquirir mais conhecimento até atingir a perfeição, e de que não saía de seu "bioinvólucro" há séculos, mas a existência de um kryptoniano vivo fora da cidade engarrafadada lhe havia despertado grande curiosidade. Brainiac informa Superman que não pretende permitir que ninguém mais compartilhe das informações que consegue processar através de sua "estação espinhal", por isso, decide atacar o planeta Terra e capturar os últimos remanescentes de Krypton: Superman e Supergirl.

### Action Comics#869-870: as cidades engarrafas de Kandor e Metrópolis
A nave de Brainiac paira sobre Metrópolis e de seu interior saem sondas que começam a atacar a população, incluindo Cat Grant, que é salva por Ron Troupe e Steve Lombard. Dentro da nave, Superman consegue cortar a ligação de Brainiac com sua rede de processamento, fazendo-o desmaiar de dor. E, escutando uma voz parecida com a de seu pai, descobre que seu tio, Zor-El, está vivo, preso dentro de Kandor.
Zor-El revela a Superman que após Kandor ter sido capturada, ele conseguiu resgatar parte da tecnologia de Brainiac e replicá-la de forma a construir um campo protetor sobre a cidade de Argo City, sobrevivendo à destruição do planeta, mas Brainiac posteriormente teria localizado a cidade e integrado os sobreviventes à engarrafada Kandor. Enquanto conversa com seu tio, Superman é surpreendido por Brainiac, que consegue prendê-lo, tendo sucesso também em capturar e reduzir Metrópolis. Supergirl é capturada e trazida para o interior da nave, e um míssil é disparado contra o sol.
Superman, aprisionado pelas máquinas da nave, acaba ouvindo os pedidos de socorro vindo das diversas cidades engarrafadas, inclusive de Metrópolis, onde sua esposa Lois Lane está. Ele escapa e ataca Brainiac, tomando Metrópolis e Kandor para logo em seguida resgatar Super, aprisionada em outro local. Os dois então se dividem: Superman consegue Supergirl a deter o míssil e impedir que provoque uma supernova e a subsequente destruição da Terra, enquanto ele enfrenta Brainiac.

### Conclusão e "Novo Krypton"
Brainiac encontra Superman pouco após Supergirl partir em direção ao míssil, e os dois retomam sua luta. Usando seu sopro congelante, Superman imobiliza o vilão e o empurra-o, forçando para fora da nave. Ao entrar em contato com a lama, Brainiac entra em choque ao se ver cercado por bactérias e micro-organismos, e, sem controle, é logo derrotado definitivamente por Superman. Derrubado, o vilão revela que ao remover as cidades da nave, Superman havia comprometido os campos de contenção.
O herói voa, carregando Metrópolis até seu local original. Com a destruição do campo de contenção, a cidade retorna ao tamanho normal. Em seguida, ele voa rumo ao Ártico, onde, nos arredores da Fortaleza da Solidão, Kandor também é desminiaturizada. Pouco antes de desmaiar, Brainiac declara: "Mente simples... Baixada... Eu sei... Onde seu lar realmente fica... E enquanto toma o que é meu... Eu tomo o seu..." e um novo míssil saí da nave do vilão, indo até Smallville, destruindo a casa dos pais de Superman, Jonathan e Martha Kent. Os dois escapam da explosão causada pelo míssil, mas o pai de Superman sofre um infarto, caindo sobre os braços de Martha.
No Ártico, Superman ouve o pranto de sua mãe, e voa até Smallville, e encontra seu pai falecido. A história continua parcialmente em Superman: New Krypton Special #1. Como Clark Kent, Superman comparece ao enterro de seu pai adotivo, e é confortado por seus amigos. O herói reflete sobre o que aconteceu, e chega a ter alucinações com Brainiac. Após o enterro, ele vai até ao celeiro da fazenda de sua família, e chora ao encontrar o último presente que havia dado ao seu pai. Paralelamente, a descoberta de cem mil kryptonianos vivos faz os homens responsáveis por prender Brainiac imaginarem que "Superman é o ser mais feliz do planeta".

### Relação com a continuidade
Chris Kent apareceria como um dos personagens das histórias escritas por Kurt Busiek na revista Superman, incluindo O Terceiro Kryptoniano, publicada em 2007, como se Clark e Lois realmente o tivessem adotado, como fora cogitado durante parte da história apresentada em Last Son, cuja conclusão não fora publicada até 2008, em Action Comics Annual #11.
Na conclusão da história, Chris menciona que "conheceu Robin" pouco antes de voltar a ser aprisionado na Zona Fantasma, entretanto, pela ordem em que a história acontece, não estava claro o tempo em que esse encontro teria ocorrido, pois toda a trama aparenta acontecer de forma contínua. Da mesma forma, não estava suficiente clara a ordem em que a história de Busiek publicada entre as edições 842 e 844 se encaixava com outras duas tramas de Johns publicadas em 2007 — notadamente, Fuga do Mundo Bizarro e Superman e a Legião de Super-Heróis.
Questionado a respeito das incongruências, o editor Matt Idelson esclareceria que a equipe não podia esperar a conclusão de Last Son e impedir que Busiek utilizasse Chris em suas histórias na revista Superman, e que a única explicação aceitável seria de que entre a página 9 e 10 de Action Comics #846, quando Lois e Clark levam Chris para o Planeta Diário, teriam se passado várias semanas, nas quais aconteceram as histórias de Busiek em que o garoto aparecia.
Admitindo que é difícil conciliar todas as histórias, por nem sempre se conseguir respeitar a sequência e o cronograma de publicação originalmente planejado, Idelson colocaria Last Son como a história que aconteceria primeiro, seguida por "Fuga do Mundo Bizarro" e "3-2-1- Action", a história de Busiek publicada em Action Comics, cuja conclusão se daria ao mesmo tempo em que ocorrera "Superman e a Legião de Super-Heróis".
Em uma entrevista realizada após ter deixado de ser responsável pelos roteiros de Superman, Busiek esclareceria que o plano original para o personagem era outro:
"Originalmente, ele iria continuar [na Terra] após o final de 'Last Son' e partir [de volta para a Zona Fantasma] somente num momento posterior, o que acredito envolveria a trama de 'Superman and the Legion of Super-Heroes', mas essa história acabaria sendo publicada antes que 'Last Son' pudesse ser concluída. O que quer que Geoff [Johns] tivesse planejado para o personagem, ele foi impedido de fazer porque ele precisava terminar 'Last Son' antes de seguir utilizando o personagem, e os eventos que poderiam ter sido mostrados, e poderiam influenciar outras histórias, acabariam não acontecendo por causa da bagunça no cronograma"— Kurt Busiek, em 2008

## Repercussão e legado

### Vendas

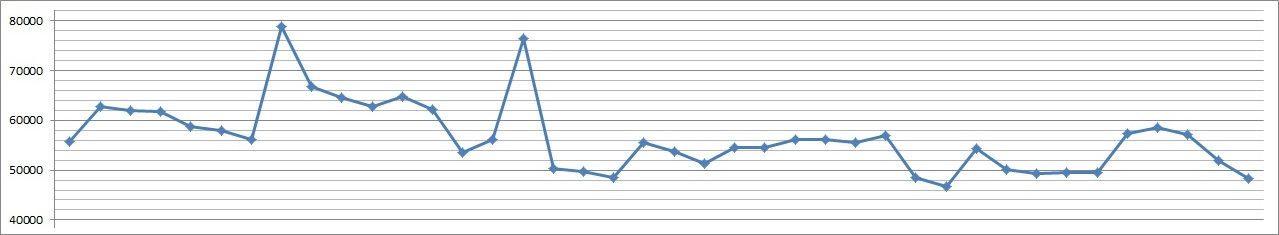
Demonstrativo de vendas da revista Action Comics entre suas edições 837 e 874, incluindo Action Comics Annual, no período de 2006 a 2009 em que principalmente Geoff Johns esteve à frente dos roteiros

De acordo com os registros da Diamond, empresa responsável pela distribuição das revistas nos Estados Unidos, o relançamento promovido por Johns — inicialmente ao lado de Kurt Busiek — foi um sucesso razoável de vendas. As primeiras sete edições de Action Comics (837-843), com as histórias Up, Up and Away! e Back in Action mantiveram uma média razoável de vendas, sempre figurando entre as 50 revistas mais vendidas no país nos meses em que foram lançadas. A primeira edição dessa nova fase, Action Comics #837, vendeu 55 809 exemplares no mês de seu lançamento (tornando-se a 33ª revista mais vendida em março de 2006) e cerca de 13 mil exemplares adicionais no dois meses seguintes. Um ano antes, em março de 2005, a revista havia vendido cerca de 40 mil exemplares, apenas.
As edições seguintes apresentaram vendagem ainda maior nos meses em que foram lançadas: No mês seguinte, tanto Action Comics #838 e #839 venderam cerca de 62 mil exemplares, tornando-se, respectivamente, a 30ª e a 31ª revista mais vendida em maio de 2006. Em junho Action Comics #840 ficou em 33º, com 61 789 exemplares vendidos naquele mês. A  partir daí, a revista apresentaria uma leve queda, mas continuaria vendendo acima de 50 mil exemplares por mês.
O início de O Último Filho, a primeira trama que Johns escreveria ao lado de Richard Donner, representou um forte aumento nas vendas, que permaneceram na média de 65 mil exemplares por edição; com exceção da primeira edição da trama, Action Comics #844, com cerca de 79 mil exemplares vendidos em outubro de 2006, e Action Comics #851, que venderia mais de 76 mil exemplares em 2007: 46 859 de sua versão "comum" e 29 615 de sua versão impressa em 3-D.
A conclusão de O Último Filho, publicada no ano seguinte em Action Comics Annual #11, venderia apenas 54 307 exemplares — uma quantidade inferior, se comparada às demais edições, mas dentro da média obtida pela revista após a edição 851, inclusive durante Fuga do Mundo Bizarro. As três edições que compõem a história foram publicadas entre agosto e outubro de 2007 e venderam 55 532, 53 758 e 51 346 exemplares cada uma.
A publicação de Brainiac a partir de junho de 2008 teria um impacto positivo na revista: a edição 866 vendeu 50 139 exemplares em seu mês de lançamento, cerca de 4 mil a mais que no mês anterior. A revista manteria uma média de 49 mil exemplares nos meses seguintes e a edição 866, após ter sua tiragem esgotada, venderia mais de 3 mil exemplares adicionais quando uma segunda tiragem foi publicada. A conclusão da história em Action Comics #870 foi ainda mais bem-sucedida, vendendo 57 400 exemplares em outubro de 2010. New Krypton Special, um epílogo publicado no mesmo mês, venderia, por sua vez, cerca de 53 mil exemplares.

### Análise contemporânea
| Críticas profissionais | Críticas profissionais |
| Avaliações da crítica  | Avaliações da crítica  |
| Fonte                  | Avaliação              |
| ---------------------- | ---------------------- |
| Action Comics #866     | IGN: 9.2/10            |
| Action Comics #867     | IGN: 9.5/10            |
| Action Comics #868     | IGN: 9.4/10            |
| Action Comics #869     | IGN: 9.5/10            |
| Action Comics #870     | IGN: 8.8/10            |

As cinco edições de Brainiac receberam avaliações positivas por parte do site americano "IGN": em sua resenha a respeito de Action Comics #866, Dan Phillips comentaria que a trama era "o tipo de história em quadrinhos que se esperava de Geoff Johns", classificando-a como um "espetáculo" interessante e intrigante, que apresentava uma nova e "reinvigorante" versão de elementos de uma mitologia aparentemente estabelecida. Phillips também apresentaria avaliações positivas sobre Action Comics #867, 869 e 870.
Jesse Schedeen, em sua resenha a respeito de Action Comics #868 publicada no mesmo site comentaria que a trama era superior ao grande "crossover" publicado à época pela editora, Crise Final. A parceria entre Johns e Frank no roteiro e na arte era definida como "um quebra-cabeça enfim montado", por ambos apresentarem resultados igualmente positivos.

### Superman Unbound
Em julho de 2012, durante a San Diego Comic-Con, a atriz Molly Quinn anunciaria que participaria de uma animação, dublando a personagem Supergirl. O filme fora anunciado como sendo uma adaptação de Brainiac. Em janeiro de 2013, o filme receberia o título de Superman:Unbound e um trailer para a produção seria oficialmente disponibilizado. Posteriormente, em fevereiro, a Warner Bros. Home Entertainment anunciaria que a primeira exibição pública do filme se daria durante a convenção WonderCon, em Anaheim, e que o mesmo seria disponibilizado a partir de maio para aquisição via download ou nos formatos Blu-Ray e DVD

### Avaliação em retrospecto

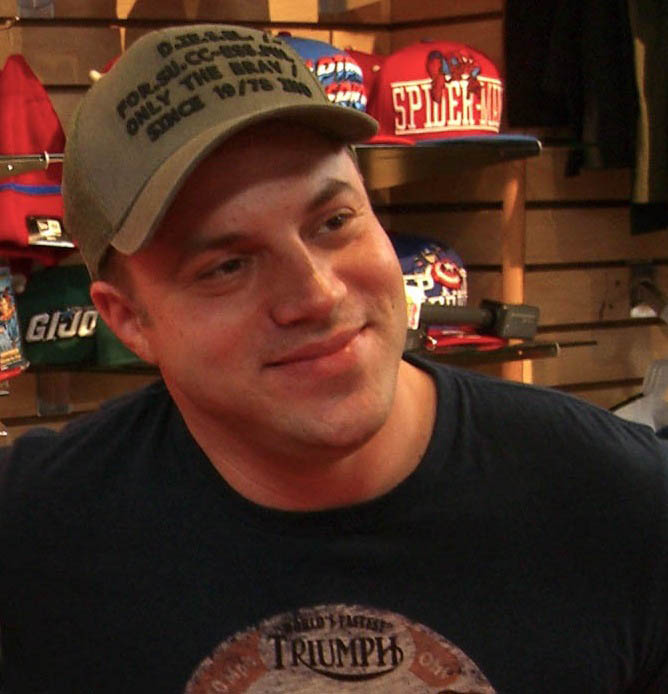
Geoff Johns, em foto de 2012.

Em 2013, a trama foi incluída em 25º lugar numa lista do site "IGN" das "25 melhores histórias de Superman" durante uma série de reportagens sobre os 75 anos do personagem. O "Comic Book Resources" também abordaria o aniversário da criação do personagem, elaborando uma lista de 75 histórias, cuja ordem foi escolhida após uma votação realizada entre os leitores do próprio site. Brainiac ficou em 19º lugar.
A cena da morte de Jonathan Kent, no final de Action Comics #870, fez com com a revista fosse considerada, em texto também de 2013 publicado no site PopCults, como uma das mais emocionantes histórias dramáticas publicadas nos Estados Unidos, capazes inclusive de fazer um leitor chorar ao ler. Para o site, a revista era cativante e "difícil de se largar", e capaz de causar uma reflexão a respeito dos relacionamentos entre pais e filhos, em comparação com a forte relação entre Superman e seu pai adotivo.
O site ComicM!x publicaria um texto do historiador John Wells, sobre o final de Action Comics #870, apontando que, embora a morte de Jonathan fosse um evento imensamente significativo dentro da continuidade estabelecida após 1986, era um elemento comum da mitologia preexistente do personagem, tendo ocasionalmente sido incluída em sua história de origem em outras mídias e também em outras histórias em quadrinhos, como Superman #1, publicada em 1939, e Superman #53, de 1948. A história de Superman #53 fora inclusive influenciada pela cena retratando a morte de Jonathan Kent no livro Adventures of Superman, escrito por George Lowther e publicado em 1942.
Mesmo quando a história de origem do personagem foi alterada em 1951, Action Comics #158 ainda incluiria a morte de Jonathan Kent como um momento importante na formação de Clark Kent/Superman. O falecimento do personagem seria um elemento significativo da mitologia do personagem nos anos seguintes, até John Byrne removê-lo em 1986, com The Man of Steel. Em 2006 uma história em Justice League of America #0 incluiria uma menção à possibilidade de Jonathan Kent falecer nos quadrinhos, mas, ainda que não fosse clara a posição dessa história na continuidade, "(...) era possível perceber a iminência do fim (...) e isso só ganhou peso com a emotiva conversa entre pai e filho em Action Comics #867 ou a arte na capa de Action #869, em que o depois conversam recostados sobre uma cerca".